# Forza Motorsport 5
Forza Motorsport 5 é um jogo de corrida lançado para Xbox One no dia de seu lançamento. O jogo foi revelado em 21 de maio de 2013, durante o Xbox reveal event com um trailer que mostrava uma McLaren P1 racing laranja contra uma McLaren F1 prata nas ruas de Praga, nessa quinta edição a Turn 10 Studios trouxe vários avanços entre eles a estreia dos Drivatar que imita jogadores reais, trouxe ainda suporte a vibração nos gatilhos, o jogo conta com 207 carros de 24 montadoras na sua versão básica, entre os carros os jogadores vão encontrar carros de passeio, Indy, formula 1, V8 australiano e rally, e conta com 14 localizações contra 26 da edição anterior, agora o jogo corre a 1080P a 60FPS sem quedas.
Foi todo localizado  para o Brasil, com exceção das vozes dos apresentadores do programa Top Gear que não tiveram as vozes dubladas e sim legendadas para preservar a qualidade dos apresentadores.
Em 22 de julho de 2014 chegou a edição do Game Of The Year, Essa nova versão do jogo inclui mais 10 do Top Gear e 18 pistas.

## Modo multiplayer
Forza 5 ainda trás um multiplayer com os seguintes modos:
- mensal
- seleção de liga
- corridas de classe
- eventos especiais
- seu evento ( você cria a sua corrida )
- tela dividida off-line

## Controvérsias
O jogo foi um pouco criticado pelo público por diminuir o número de pistas e carros em relação ao antecessor.

## Crítica
Forza Motorsport 5 recebeu avaliações favoráveis, Enquanto o antecessor (Forza Motorsport 4), foi aclamado pela critica especializada esse atual foi considerado razoável. O público também declarou que o jogo é "Razoável", em relação ao Forza 4. No Metacritic  tem 79/100

## Vendas
A Microsoft antes do lançamento do Forza Motorsport 6, disse que a serie Forza tem 7 milhões de jogadores no Xbox One divididos entre Forza Motorsport 5 e Forza Horizon 2.
Em 2014 a Microsoft anunciou que Forza Motorsport 5 era o jogo que mais rápido se vendeu na historia do Xbox One, mais de 1/3 das pessoas que comprarão o Xbox One tinham o jogo, algo em torno de 1,3 milhões de copias vendidas.

## Circuitos

### Reais
- Circuito da Catalunha
- Circuito de Spa-Francorchamps
- Indianapolis Motor Speedway
- Circuit de la Sarthe

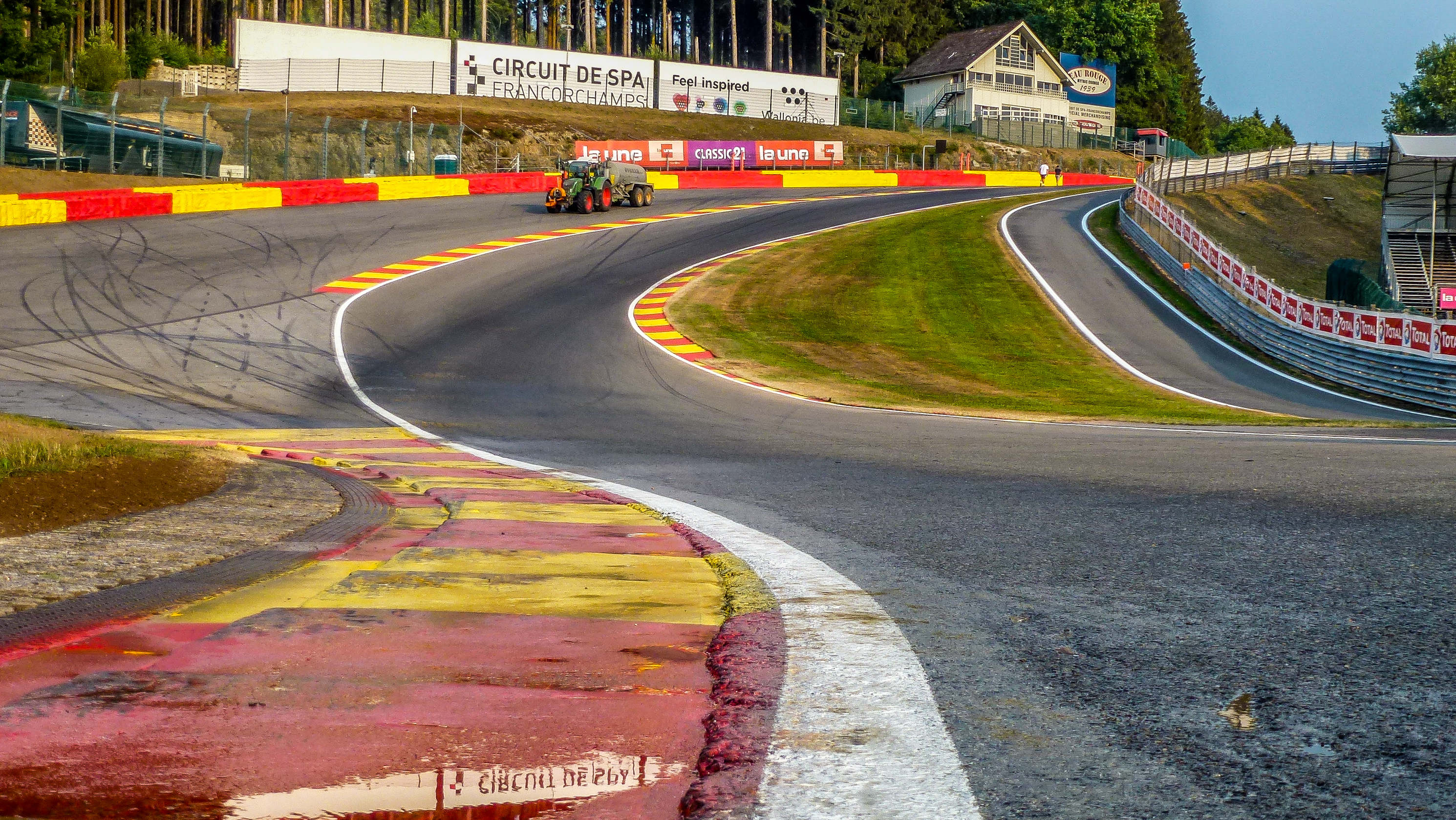
Circuito de Spa-Francorchamps, um dos circuitos reais do jogo.

- Circuit de la Sarthe (Bugatti Circuit)
- Circuito de Rua de Long Beach
- Mazda Raceway Laguna Seca
- Mount Panorama Circuit
- Road America
- Road Atlanta
- Sebring International Raceway
- Circuito de Silverstone
- Circuito de Yas Marina
- Top Gear

### Fictícios
- Bernese Alps
- Test Track Airfield
- Circuito de Praga

## Carros disponíveis:[4]
| - 2013 Audi RS 7 - 2013 Mazda MX-5 Miata - 2014 Ford Fiesta ST - 2013 Ariel Atom 500 V8 - 2009 Honda S2000 CR - 1987 Ferrari F40 - 2009 Peugeot #9 Peugeot Sport Total 908 - 2011 Chevrolet #4 Corvette Racing ZR1 - 2011 Holden HSV GTS - 2010 Abarth 500 esseesse - 1997 Nissan Skyline GT-R V-Spec - 1970 Nissan Datsun 510 - 1971 Nissan Skyline 2000GT-R - 2008 BMW M3 - 1973 BMW 2002 Turbo - 1994 Toyota Celica GT-Four ST205 - 1984 Volkswagen Rabbit GTI - 1995 Volkswagen Corrado VR6 - 1995 Ferrari F50 - 1995 RUF CTR2 - 1962 Ferrari 250 GTO - 2010 Aston Martin One-77 - 1969 Pontiac GTO Judge - 2009 Ford Focus RS - 1967 Chevrolet Corvette Stingray 427 - 1960 Chevrolet Corvette - 1966 Ford GT40 MkII - 2005 Mercedes-Benz SLR - 2002 Chevrolet Corvette Z06 - 2005 Honda NSX-R - 2011 Infiniti IPL G Coupe - 2012 Land Rover Range Rover Supercharged - 2008 Dodge Viper SRT10 ACR - 1991 Ferrari 512 TR - 2005 Subaru Impreza WRX STI - 2004 Honda Civic Type-R - 1969 Pontiac Firebird Trans Am - 1973 Pontiac Firebird Trans Am SD-455 - 1970 Chevrolet Camaro Z28 - 1990 Chevrolet Camaro IROC-Z - 2012 Lamborghini Aventador LP700-4 - 2011 BMW 1 Series M Coupe - 2009 Mini Cooper John Cooper Works - 2013 Audi R8 Coupé V10 plus 5.2 FSI quattro - 1994 Nissan 240SX SE - 2012 Hennessey Venom - 1993 Nissan Skyline GT-R V-Spec - 1995 Toyota MR2 GT - 1997 Mazda RX-7 - 1997 Lamborghini Diablo SV - 2011 Audi RS 5 Coupé - 2012 Dodge Challenger SRT8 392 - 1992 Volkswagen Golf Gti 16v Mk2 - 1984 Ferrari GTO | - 1961 Jaguar E-type S1 - 1969 Chevrolet Nova SS 396 - 2010 Lexus LFA - 2002 Chevrolet Camaro 35th Anniversary SS - 2009 Lexus IS F - 2011 Mercedes-Benz SLS AMG - 2012 Jaguar XKR-S - 1970 Mercury Cougar Eliminator - 2007 Alfa Romeo 8C Competizione - 2012 Mercedes-Benz C63 AMG Black Series - 1967 Lamborghini Miura P400 - 2012 Nissan GT-R Black Edition - 2011 Ferrari 599 GTO - 2011 Koenigsegg Agera - 2013 Audi S4 - 1985 Ford RS200 Evolution - 1985 Toyota Sprinter Trueno GT Apex - 2013 Viper #91 SRT Motorsport GTS-R - 2010 Audi R8 Coupé 5.2 FSI quattro - 2004 Mitsubishi Lancer Evolution VIII MR - 1991 BMW M3 - 2011 Volkswagen Scirocco R - 2012 Dodge Charger SRT8 - 2011 Subaru WRX STI - 2005 Ford Ford GT - 2009 Lotus 2-Eleven - 2011 RUF Rt 12 S - 1988 Lamborghini Countach LP5000 QV - 2004 Saleen S7 - 2003 Renault Sport Clio V6 - 2003 Ferrari Challenge Stradale - 1968 Oldsmobile Hurst/Olds 442 - 1964 Aston Martin DB5 - 2012 Chevrolet Camaro ZL1 - 1995 Ford Mustang Cobra R - 2007 Honda Civic Type-R - 1983 Audi Sport Quattro - 1999 Mitsubishi Lancer Evolution VI GSR - 2010 Nissan370Z - 2010 Lamborghini Murcielago LP 670-4 SV - 1998 Subaru Impreza 22B STi - 2006 Audi RS 4 - 2011 Mazda RX-8 R3 - 2010 Volkswagen Golf R - 2007 Ford Shelby GT500 - 2010 Ferrari 458 Italia - 2007 Ferrari 430 Scuderia - 2010 Renault Megane RS 250 - 2013 Hyundai Genesis Coupe 3.8 Track - 2011 BMW X5 M - 2011 BMW Z4 sDrive35is - 1997 Honda Civic Type R - 2001 Acura Integra Type-R - 1987 Buick Regal GNX - 2008 Aston Martin DBS - 2012 Mercedes-Benz SLK55 AMG | - 1970 Chevrolet Corvette ZR-1 - 2012 Hyundai Veloster Turbo - 2012 Vauxhall Astra VXR - 1995 Mitsubishi Eclipse GSX - 1991 GMC Syclone - 1998 Ferrari #12 Risi Competizione F333 SP - 2005 Dodge SRT4 ACR - 2010 Mazda Mazdaspeed 3 - 2011 Peugeot 308 GTI - 1970 Chevrolet El Camino SS 454 - 2003 BMW M5 - 1971 Lotus Elan Sprint - 1993 McLaren F1 - 1977 Pontiac Firebird Trans Am - 2003 Nissan Fairlady Z - 1965 MINI Cooper S - 2004 Subaru Impreza WRX STi - 2003 Volkswagen Golf R32 - 2009 Pagani Zonda Cinque Roadster - 2012 Chrysler 300 SRT8 - 2010 Audi TT RS Coupé - 2012 Scion tC - 2009 Jeep Cherokee SRT8 - 2011 Kia Cee'd - 2005 TVR Sagaris - 1965 Alfa Romeo Giulia Sprint GTA Stradale - 1999 Dodge Viper GTS ACR - 1998 Eagle Talon TSi Turbo - 2008 Ferrari California - 2000 Ford SVT Cobra R - 2011 Cadillac CTS-V Coupe - 1994 Mazda MX-5 Miata - 2010 Maserati Gran Turismo S - 2003 Toyota Celica SS-I - 1971 AMC Javelin-AMX - 1976 McLaren #11 Team McLaren M23 - 1976 Ferrari #1 Scuderia 312T2 - 2013 Honda #9 Target Chip Ganassi Dallara DW12 - 2013 Honda #15 Rahal Letterman Lanigan Dallara DW12 - 2013 Chevrolet #1 Andretti Autosport Dallara DW12 - 2013 Chevrolet #12 Team Penske Dallara DW12 - 2012 Audi #1 Audi Sport Team Joest R18 e-tron quattro - 2012 Ferrari F12berlinetta - 2013 McLaren P1™ - 1954 Mercedes-Benz 300SL Gullwing Coupe - 2012 Pagani Huayra - 2011 Lamborghini Gallardo LP570-4 Superleggera - 2013 Ford Focus ST - 2011 McLaren MP4-12C - 2010 Audi R8 5.2 Coupé FSI quattro - 2012 Aston Martin Vanquish - 2011 Audi RS 3 Sportback - 2013 Ford Shelby Mustang GT500 | - 2013 Viper GTS - 1965 Shelby Cobra 427 S/C - 1987 RUF CTR Yellowbird - 1991 Mazda #55 787B - 2011 Ford F-150 SVT Raptor - 2011 Bugatti Veyron Super Sport - 2013 Lotus E21 - 1976 Ferrari #1 Scuderia Ferrari 312T2 - 1976 McLaren #11 Team McLaren M23 - 2013 KTM X-Bow R - 1969 Ford Mustang Boss 302 - 2013 Toyota GT86 - 2013 Dallara #9 Target Ganassi Dallara DW12 - 2012 Dallara #28 Andretti Autosport DW12 - 2009 BMW #92 Rahal Letterman Racing M3 GT2 - 2011 Holden #1 Toll Holden Racing Team Commodore VE - 1957 Ferrari 250 Testa Rossa - 2006 Aston Martin #007 Aston Martin Racing DBR9 - 2011 Ford #5 Ford Performance Racing FG Falcon - 2000 Nissan Silvia Spec-R - 1971 Plymouth Cuda 426 Hemi - 1998 Toyota Supra RZ - 2012 BMW M5 - 1990 Mercedes-Benz 190E 2.5-16 Evolution II - 1982 Lancia 037 Stradale - 2002 Ferrari Enzo Ferrari - 2011 Ferrari #62 Risi Competizione F458 Italia - 1992 Ford Escort RS Cosworth - 1970 Chevrolet Chevelle SS-454 - 2009 Chevrolet Corvette ZR1 - 1965 Shelby Cobra Daytona Coupe - 1992 Honda NSX-R - 1993 Ford SVT Cobra R - 2013 Subaru BRZ - 2011 Citroen DS3 Racing - 1986 Lancia Delta S4 - 2012 Lotus Exige S - 2013 Mercedes-Benz G65 AMG - 1981 BMW M1 - 1994 Ferrari F355 Berlinetta - 1969 Chevrolet Camaro SS Coupe - 2005 BMW M3 - 1997 BMW M3 - 1963 Volkswagen Beetle |